# Vencedores do Prêmio Brasil Olímpico de 2014
O Prêmio Brasil Olímpico de 2014 foi mais uma cerimônia anual promovida pelo Comitê Olímpico Brasileiro (COB) para homenagear os melhores atletas do ano. A escolha dos melhores em cada uma das 43 modalidades e a definição dos três indicados em cada categoria, masculina e feminina, foi feita por um júri composto por jornalistas, dirigentes, ex-atletas e personalidades do esporte. Um novo prêmio foi introduzido para o voto popular através da Internet, "Atleta da Torcida". Os vencedores foram anunciados durante a festa do Prêmio Brasil Olímpico, no dia 17 de dezembro, no Theatro Municipal do Rio de Janeiro. Os atletas do ano foram o ginasta Arthur Zanetti, campeão continental e sul-americano e vice-campeão mundial nas argolas, e as iatistas Martine Grael e Kahena Kunze, campeãs mundiais na Classe 49er FX.
Além dessas categorias, o Prêmio Brasil Olímpico 2014 premiou o melhor técnico individual e coletivo, os atletas escolares e universitários, e o Troféu Adhemar Ferreira da Silva.

## Vencedores por modalidade
Foram premiados atletas de 43 modalidades: